# Бурренчобай, Дайендранат
Дайендранат Бурренчобай (хинди सर डयेन्द्रनथ बुर्रेन्चोबय, англ. Dayendranath Burrenchobay, 24 марта 1919, Плэйн-Магньен — 29 марта 1999) — генерал-губернатор Маврикия с 26 апреля 1978 года по 28 декабря 1983 года.

## Награды
- Королевский Викторианский орден степени командора (9 мая 1972)[1].
- Орден Святых Михаила и Георгия степени компаньона (11 июня 1977)[2].
- Орден Британской империи степени Рыцаря-командора (30 декабря 1978)[3].